# Roca Baja (San Pedro)
La Roca Baja 54°30′S 37°00′O / -54.500, -37.000 es la roca terminal de una cadena de rocas que despide el extremo oriental de la isla Annenkov, del archipiélago de las Georgias del Sur. Asimismo se ubica al noreste de la punta Sudoeste y al sudoeste de la isla San Pedro, estando bañada por las aguas del  Mar del Scotia.